# تابناک (وبگاه)
تابناک، یک سایت خبری است که سال ۱۳۸۶ به وسیله امیرعلی امیری و جمعی از همکاران قبلی آن در وبگاه بازتاب راه‌اندازی شد. این سایت وابسته به محسن رضایی و از حامیان سیاسی محمدباقر قالیباف نیز به شمار می‌رود.
این سایت با وجود اینکه وابسته به اصول‌گرایان است، اما بسیاری از اخبارش علیه دیگر گروه اصول‌گرا یعنی اعضای جبهه پایداری، سعید جلیلی و نزدیکان او با برچسب‌هایی چون تندرو و سوپر انقلابی می‌باشد، این‌گونه تیترها با انتقاد برخی از جمله سید علی خامنه‌ای روبرو شده است. این رسانه حتی پس از ریاست جمهوری محمود احمدی‌نژاد علیه وی خبر منتشر می‌کند. از دیگر گروه‌هایی که این رسانه علیه آن‌ها تیتر می‌زند سلطنت‌طلبان و رضا پهلوی می باشند، با این وجود تابناک معمولا علیه اصلاح‌طلبان موضعی نمی‌گیرد.

## معرفی
امیرعلی امیری صاحب امتیاز تابناک است. او در زمان مدیر مسئولی محمود صادقی به عنوان یکی از اعضاء شورای سیاستگذاری و هیئت امنای آن فعالیت داشت. او گفت: «خمیرمایهٔ رسالت تابناک با بازتاب مشترک است و خمیرمایهٔ این رسالتی که ما قائل به آن هستیم این است که ما از زاویهٔ مطالبات انقلاب اسلامی، آرمان‌های امام و شهدا و ارزش‌های انقلاب به هر آنچه در کشور می‌گذرد نگاه کنیم. هر میزانی که این اتفاقات با آن آرمان‌ها تفاوت داشته باشد به همان میزان مورد نقد ما قرار می‌گیرد.» مهدی احمدی اصل مدیر مسئول،
تابناک در رتبه‌بندی پایگاه‌های خبری ایران که در پنجم اردیبهشت ۱۴۰۲ منتشر شد موفق به کسب رتبه چهارم شد. در این رتبه‌بندی پایگاه شفقنا رتبه نخست را کسب کرد، و پارسینه رتبه دوم و جوان آنلاین رتبه سوم را به دست آوردند. تابناک در سال ۱۴۰۱ از سوی کمیته رتبه‌بندی پایگاه‌های خبری، حائز رتبه نخست مشترک به همراه انتخاب، شفقنا، ورزش ۳ و عصر ایران شده بود.

## حواشی خبرهای منتشر شده
- تابناک طی گزارشی در تاریخ ۴ مهر ۱۳۹۵، مصاحبه ای از سارینا بابایی با عنوان استعدادهای عجیب یک دانش آموز ۱۰ ساله فرانخبه منتشر می‌کند که طی آن مصاحبه، ادعاهای اعجاب آوری (بدون استناد به هیچ منبع یا مدرکی) از دستاوردهای علمی این دختربچه مطرح می‌شود.[۱۳] بعدها بر اساس تحقیقات انجام شده توسط فکتنامه و خبرگزاری دیدار، تمامی این ادعاها رد می‌شوند.[۱۴][۱۵]

## مسدود شدن
در شهریور ۱۳۸۸ تابناک به‌دلیل «شکایتی قدیمی»، فیلتر و ساعتی بعد رفع فیلتر شد. در ۸ بهمن ۱۳۹۱ وبگاه تابناک با حکم دادستانی تهران از دسترس کاربران خارج شد. انتشار تعدادی از نظرات مخاطبان در ذیل یک خبر منتشر شده که حاوی برخی کلمات اهانت‌آمیز نسبت به مجلس و دولت بود، دلیل اصلی انسداد سایت تابناک بیان گردید. وبگاه پس از ۷ روز، در تاریخ ۱۵ بهمن ۱۳۹۱، رفع فیلتر شد. تابناک در مرداد ۱۳۹۳ هم به‌دلیل شکایت پلیس فضای تولید و تبادل اطلاعات فراجا برای مدتی فیلتر بود. محمدصادق عرب در این باره گفت: «گویا با شکایتی که پیرو درج انتقاد یکی از مراجعه کنندگان به پلیس فتا و دادسرای جرایم رایانه‌ای داشته‌است» این وبگاه فیلتر شده بود.